# Siobhán Hapaska
Siobhán Hapaska (* 1963 in Belfast) ist eine irische Installationskünstlerin und Bildhauerin.

## Leben und Werk
Siobhán Hapaska studierte von 1985 bis 1988 an der Middlesex University und von 1990 bis 1992 am Goldsmiths in London.
Hapaska arbeitet mit einer Vielzahl von synthetischen Materialien und integriert oft Klang- und Lichtelemente in ihre Arbeit. Hapaskas Skulpturen reichen von völlig abstrakt bis hyperrealistisch.

„Ich wollte immer schon meine Person, meinen Charakter, überhaupt alles soweit wie möglich aus diesen Objekten herauslassen, so dass sie aussehen, als hätten sie keine "Nabelschnur", keine Spuren ihres Schöpfers, so daß sie aussehen, als hätten sie immer schon aus sich heraus existiert, als perfekte selbständige Objekte. ... Ich möchte, daß es ein freies Wesen ist, weil, wenn man etwas schafft, es einem nicht mehr gehört, es ist ein autonomes Objekt.“

## Ausstellungen (Auswahl)

### Einzelausstellungen
- 2007: Camden Arts Centre, London
- 2014/15: Sensory Spaces Museum Boijmans Van Beuningen, Rotterdam[3]

### Gruppenausstellungen
- 1997: documenta X, Kassel
- 2001: 49. Biennale di Venezia, Venedig
- 2015: 56. Biennale di Venezia, Venedig